# 김진수 (서울특별시의원)
김진수(金軫洙, 1952년 1월 14일~2022년 2월 17일)는 지난날 서울특별시 강남구의회 3선 구의회의원 등을 지낸 후, 서울특별시의회 5선 시의회의원 등을 지낸 대한민국의 정치인이었었다. 앞서 언급한 것처럼 그는 생전에 전직 서울 강남구의회 3선 강남구의원 등을 거쳐, 5선 서울특별시의회 제6·7·8·9·10대 서울특별시의원(재임: 2002년 7월 1일 ~ 2022년 2월 17일)을 역임했다.

## 경력
- 대한 새마을운동 서울 강남구지회 지회장
- 한나라당 상임고문 겸 당무위원(2002년 1월)
- 2002년 7월 1일~2006년 6월 30일: 제6대 서울특별시의회 초선 시의회의원
  - 도시관리위원회 위원
  - 윤리특별위원회 위원
  - 예산결산특별위원회 위원
  - 지방자치발전특별위원회 위원장
  - 여성특별위원회 위원
  - 도시관리위원회 위원장
  - 한나라당협의회 부대표
- 2006년 7월 1일~2010년 6월 30일: 제7대 서울특별시의회 재선 시의회의원
  - 운영위원회 위원장
  - 행정자치위원회 위원
  - 전국시도의회운영위원장협의회 회장
  - 서울특별시의회 부의장
  - 건설위원회 위원
- 2010년 7월 1일~2014년 6월 30일: 제8대 서울특별시의회 3선 시의회의원
  - 한나라당협의회 대표의원
  - 운영위원회 위원
  - 환경수자원위원회 위원
  - 서울특별시의회 부의장
  - 환경수자원위원회 위원
  - 예산결산특별위원회 위원
  - 새누리당 상임고문 겸 당무위원
- 2014년 7월 1일~2018년 6월 30일: 제9대 서울특별시의회 4선 시의회의원
  - 새누리당 대표의원
  - 문화체육관관위원회 위원
  - 남북교류협력지원 특별위원회 위원
  - 조례 정비 특별위원회 위원
  - 서울특별시의회 부의장
  - 교육위원회 위원
  - 예산결산특별위원회 위원
  - 자유한국당 상임고문 겸 당무위원
- 2018년 7월 1일~2022년 2월 17일: 제10대 서울특별시의회 5선 시의회의원
  - 미래통합당 상임고문 겸 당무위원
  - 국민의힘 상임고문 겸 당무위원
  - 도시안전건설위원회 위원
  - 국민의힘 탈당
  - 예산결산특별위원회 위원

## 역대 선거 결과
|  | 0% |

|  | 35.92% |

|  | 56.30% |

|  | 65.88% |

|  | 77.65% |

|  | 63.02% |

|  | 60.75% |

|  | 43.32% |